# Bernard Fau
Bernard Fau (Suresnes, 22 de febrero de 1953) es un expiloto de motociclismo francés, que compitió en el Campeonato del Mundo de Motociclismo entre 1974 y 1983.

## Biografía
Fau empezó su carrera motociclística en 1971, donde obtuvo resultados destacados en algunas pruebas francesas. Uno de sus resultados más destacados en aquella época es la tercera posición del Critérium 750, detrás de Gilles Husson y Philippe Gérard.
Realiza su debut en el Mundial en 1974 debutando en el Gran Premio de su casa de 500 cc. Desafortunadamente, cae en la práctica pero correrá por la renuncia de René Guilli, y acaba el puesto 15 de la carrera de 500cc. Fau solo disputó una carrera más del Mundial, Gran Premio de España en el que estuvo implicado en el accidente que acabó con la muerte de un comisario.
En 1975, consiguió un noveno puesto en Gran Premio de las Naciones hasta que su temporada se vio interrumpida al tener un accidente en el que se rompió el brazo. En 1976 y 1977, fichó por el equipo de Solamor donde consiguió un séptimo puesto en Gran Premio de los Países Bajos. Pero sobre todo, hizo grandes actuaciones en la Fórmula 750 convirtiéndose en el mejor piloto francés privado.
En 1978, fichó por Kawasaki para la Fórmula 750 pero sus resultados fueron desalentadores. En 1979, volvería a los 500cc y conseguiría una cuarta posición en el Gran Premio de Alemania.
De 1980 hasta 1983, Fau estuvo pilotando en 500cc consiguiendo otro cuarto puesto en el Gran Premio de Gran Bretaña de 1981. Este 1981, fue su mejor año acabando en la undécima posición de la clasificación general.

## Resultados en el Campeonato del Mundo
Sistema de puntuación desde 1969 hasta 1987:
| Posición | 1.º | 2.º | 3.º | 4.º | 5.º | 6.º | 7.º | 8.º | 9.º | 10.º |
| Puntos   | 15  | 12  | 10  | 8   | 6   | 5   | 4   | 3   | 2   | 1    |

Sistema de puntuación desde 1988 hasta 1991:
| Posición | 1.º | 2.º | 3.º | 4.º | 5.º | 6.º | 7.º | 8.º | 9.º | 10.º | 11.º | 12.º | 13.º | 14.º | 15.º |
| Puntos   | 20  | 17  | 15  | 13  | 11  | 10  | 9   | 8   | 7   | 6    | 5    | 4    | 3    | 2    | 1    |

### Carreras por año
(Carreras en negrita indica pole position, carreras en cursiva indica vuelta rápida)
| Año  | Cat.  | Equipo | 1       | 2       | 3       | 4       | 5       | 6       | 7       | 8       | 9       | 10      | 11      | 12      | 13      | 14    | 1! Pts. | Pos. |
| ---- | ----- | ------ | ------- | ------- | ------- | ------- | ------- | ------- | ------- | ------- | ------- | ------- | ------- | ------- | ------- | ----- | ------- | ---- |
| 1974 | 250cc | Yamaha |         | GER -   |         | NAT -   | IOM -   | NED -   | BEL 16  | SWE -   | FIN -   | CZE -   | YUG -   | ESP 19  |         |       | 0       | -    |
| 1974 | 350cc | Yamaha | FRA DNQ | GER -   | AUT -   | NAT -   | IOM -   | NED -   |         | SWE -   | FIN -   |         | YUG -   | ESP -   |         |       | 0       | -    |
| 1974 | 500cc | Yamaha | FRA 15  | GER -   | AUT -   | NAT -   | IOM -   | NED -   | BEL 12  | SWE -   | FIN -   | CZE -   |         |         |         |       | 0       | -    |
| 1975 | 250cc | Yamaha | FRA DNQ | ESP     |         | GER -   | NAT -   | IOM -   | NED -   | BEL -   | SWE -   | FIN -   | CZE -   |         |         |       | 0       | -    |
| 1975 | 500cc | Yamaha | FRA -   |         | AUT     | GER 16  | NAT 9   | IOM -   | NED Ret | BEL Ret | SWE -   | FIN -   | CZE -   |         |         |       | 2       | 42.º |
| 1976 | 250cc | Yamaha | FRA DNQ |         | NAT -   | YUG -   | IOM -   | NED 11  | BEL -   | SWE -   | FIN -   | CZE -   | GER -   | ESP -   |         |       | 0       | -    |
| 1976 | 350cc | Yamaha | FRA DNQ | AUT -   | NAT -   | YUG -   | IOM -   | NED -   |         |         | FIN 17  | CZE -   | GER -   | ESP -   |         |       | 0       | -    |
| 1976 | 500cc | Yamaha | FRA Ret | AUT -   | NAT -   | YUG -   | IOM -   | NED 7   | BEL Ret | SWE -   | FIN 11  | CZE Ret | GER -   |         |         |       | 4       | 31.º |
| 1977 | 250cc | Yamaha | VEN -   |         | GER -   | NAT -   | ESP -   | FRA -   | YUG -   | NED -   | BEL 15  | SWE -   | FIN -   | CZE -   | GBR Ret |       | 0       | -    |
| 1977 | 350cc | Yamaha | VEN -   |         | GER -   | NAT -   | ESP -   | FRA 16  | YUG -   | NED Ret |         | SWE -   | FIN -   | CZE -   | GBR Ret |       | 0       | -    |
| 1977 | 500cc | Suzuki | VEN -   | AUT -   | GER -   | NAT DNS |         | FRA Ret |         | NED -   | BEL -   | SWE -   | FIN DNQ | CZE -   | GBR -   |       | 0       | -    |
| 1979 | 500cc | Suzuki | VEN -   | AUT 16  | GER 4   | NAT 6   | ESP Ret | YUG -   | NED Ret | BEL -   | SWE DNQ | FIN -   | GBR -   |         | FRA -   |       | 13      | 16.º |
| 1980 | 500cc | Suzuki | NAT Ret | ESP Ret | FRA 15  |         | NED -   | BEL 10  | FIN Ret | GBR Ret |         | GER -   |         |         |         |       | 1       | 23.º |
| 1981 | 500cc | Suzuki |         | AUT Ret | GER 25  | NAT -   | FRA 12  | ESP 12  |         | NED 7   | BEL 10  | RSM Ret | GBR 4   | FIN Ret | SWE 10  |       | 14      | 11.º |
| 1982 | 500cc | Suzuki | ARG 12  | AUT Ret | FRA Ret | ESP Ret | NAT -   | NED -   | BEL -   | YUG -   | GBR -   | SWE -   |         |         | RSM -   | GER - | 0       | -    |
| 1983 | 250cc | Suzuki | RSA Ret | FRA Ret | NAT -   | GER 10  | ESP 20  | AUT Ret | YUG Ret | NED Ret | BEL Ret | GBR Ret | SWE Ret |         |         |       | 1       | 30.º |